# Nirṛti
Nell'induismo, Nirṛti (निरृति) è la dea della morte e della corruzione, uno dei Guardiani dei punti cardinali, dove rappresenta il sud-ovest (o, secondo il Sanskrit-English Dictionary di Monier-Williams, il sud).
Il nome nir−ṛt- ha il significato di "assenza di ṛta, senza legge". La forma maschile del nome, Nirṛta, è un nome di Rudra.